# Avenida de los Insurgentes
La avenida de los Insurgentes es un conjunto de tres avenidas continuas que forman una de las principales vialidades de la Ciudad de México. Con una longitud combinada de 28.8 kilómetros, atraviesa la mayor parte de la capital mexicana.
Se divide en tres avenidas o zonas: la norte, que va de la calle Acueducto de Guadalupe y la Carretera Federal México – Laredo n.º 85, a la calle de Mosqueta. La zona centro comprende desde la calle de Mosqueta hasta el Paseo de la Reforma. La zona sur, del Paseo de la Reforma a la calle Guadalupe Victoria, Carretera Federal México – Cuernavaca 95 y Autopista México - Cuernavaca 95D.

## Historia

### Época colonial ysigloXIX
Llamada coloquilamente como Insurgentes, esta avenida tiene sus antecedentes en varias calles, caminos rurales, carreteras y tramos de avenidas que se remontan por lo menos a la primera mitad del siglo XIX. Por entonces, en casi su totalidad, los terrenos que albergarían la Avenida de los Insurgentes eran parte de lo que fueran los lagos de Texcoco y el lago de Xochimilco, los cuales fueron desecados por las diferentes obras que se realizaron desde la época colonial para desalojar las aguas de la cuenca de México.
Para 1857, en lo que hoy sería el tramo entre la calle Ricardo Flores Magón y la Avenida Revolución, se había creado una amplia avenida la cual recibió el nombre de Nuevo Camino a San Cosme, la cual junto con muchos otros terrenos del Distrito de México en la aplicación de las Leyes de Reforma entraron en una larga y problemática historia de ventas, divisiones, fusiones e invasiones, tanto de terrenos ejidales y de haciendas pertenecientes a pueblos originarios del Distrito Federal como de particulares. Debido a este caos se crean multitud de carreteras y caminos elevados sobre el terreno cenagoso y pantanoso de la zona rural para poder comunicar esas propiedades rurales, hasta entonces los dos únicas rutas prácticas que existían al sur del Valle de México eran las hoy llamadas Calzada de Tlalpan y la Avenida Revolución y al norte las Calzada de la Verónica “Circuito Interior”, Calzada Vallejo y Calzada de los Misterios, además de los canales y caminos que en algunas zonas existían, como Niño Perdido (hoy Eje Central Lázaro Cárdenas). En 1887 se inaugura el Monumento a Cuauhtémoc, que se convertiría en el cruce con el Paseo de la Reforma.

### SigloXX(época porfirista)
Para el año de 1900 con la creación de colonias externas a la Ciudad de México como las colonias Cuauhtémoc, Juárez, Colonia Tabacalera, Colonia San Rafael y la Colonia del Valle, el llamado Camino Nuevo a San Cosme sufrió varias transformaciones. De norte a sur, entre Flores Magón y Héroes Ferrocarrileros, se cierra la avenida y se integra a los patios de maniobra de la Estación Santiago “carga” y Estación Central “pasajeros” del Ferrocarril Central de México. Entre Héroes Ferrocarrileros y Gómez Farías se le llama Calle 22 Poniente; entre las calles de Gómez Farías y Antonio Caso aparecía otro cierre que se convertía en un patio de maniobras y estacionamiento de la Compañía de Tranvías del Distrito Federal. De la calle Antonio Caso a Paseo de la Reforma se le llamó Ramón Guzmán, pero lateralmente al trazo se construye la Estación Colonia. Entre el Paseo de la Reforma y la Avenida Chapultepec se le conoció como Avenida Insurgentes, nombre que de manera informal se extendió para el camino rural México – San Ángel.
Esta avenida se prolonga al sur y recibe el nombre de Vía del Centenario, aunque conforme a la nomenclatura de la Colonia Roma, recibe el nombre de Avenida Veracruz; más al sur, se crea un camino rural. Al oriente de esta zona y al sur de la Ciudad de México se construyó un tramo aparte para unirla con la Colonia del Valle y la Villa de Tlalpan. el llamado Camino México – Tlalpan, el cual se conformaba, más o menos, por las hoy llamadas Avenida Dr. José María Vertiz, Avenida Universidad, Eje 10 Sur y que con parte del Anillo Periférico Sur y el viejo Camino Viejo a Cuernavaca “Insurgentes Sur” llega hasta el Tlalpan.

### SigloXX(época revolucionaria)
Durante la tercera década del siglo XX, el Gobierno del Distrito Federal, en conjunto con la Asociación Nacional de Planificadores de la República Mexicana (ANPRM), encabezada por el arquitecto mexicano Carlos Contreras Elizondo, crea un Plan General de Desarrollo, mismo que marca la creación de varias avenidas y calles principales como el Circuito Interior, el Anillo Periférico y la Avenida de los Insurgentes. Este plan se presentó en 1933, y entre otras cosas incluía la unión y creación de varias obras viales, por eso se amplía la Avenida Veracruz. Por la misma época, al norponiente, se crea la Autopista México – Laredo la cual parte del Pueblo de Nonoalco – Tlatelolco. La autopista desde un principio se pensó con dos zonas de circulación: una zona central de alta velocidad y las otras laterales más pequeñas para baja velocidad, pensando que a su vera se construirían zonas industriales fuera de la ciudad.
Al sur de este punto, se encontraban la Estación Santiago “carga” y la Estación Buenavista “pasajeros” de Ferrocarriles Nacionales de México, cuyos patios se modifican para dar cabida a una nueva estación de pasajeros y sacar la de carga a la Estación de Pantaco, por eso se amplía la Calle 22 Poniente hasta la Calzada San Simón y construye el llamado Puente de Nonoalco, para permitir el paso fluido de vehículos por encima de las vías del ferrocarril que salían de la nueva Estación Terminal de Buenavista. Poco después, se elimina el patio de maniobras y estacionamiento de la Compañía de Tranvías del Distrito Federal, y de este modo se amplía la calle Ramón Guzmán, nombre que en los años de 1940 se amplió a la Calle 22 Poniente.
En la década de los 40, luego de varios conflictos agrarios, como la desaparición del Pueblo de Xola que dieran paso a la construcción de la Colonia San José Insurgentes y a la Colonia del Valle, se ampliaron y unieron diferentes caminos para que, en el gobierno del presidente Miguel Alemán Valdés, el tramo entre el Paseo de la Reforma y el incipiente Pueblo de San Ángel, reciba el nombre de Ejército Insurgente (en honor al Ejército Trigarante, que fuera el ejército definitivo en la guerra de independencia de México), sin embargo, el nombre no prosperó y rápidamente se cambió por el que era ya conocido popularmente: Avenida de los Insurgentes.
En 1940 se inaugura el Monumento a La Raza en lo que entonces era la entrada a la Ciudad de México por la carretera México – Laredo.

### SigloXX(décadas de los 50 a los 70)
Durante la regencia de Fernando Casas Alemán se empezó a dar forma definitiva a la Avenida de los Insurgentes en lo que hoy es su zona centro, con un camellón arbolado de aproximadamente dos y medio metros de ancho, dos zonas de rodamiento de nueve metros cada una y banquetas de al menos dos metros.
En la administración de Ernesto P. Uruchurtu las obras continuaron. Uruchurtu realizó algunas de las obras más emblemáticas y criticadas de Ciudad de México, entre ellas: la construcción de la parte norte del Paseo de la Reforma y la Avenida de los Insurgentes. De esta última se recuerdan muchas anécdotas sobre cómo logró derribar varios inmuebles que se habían amparado para evitar su derribo, principalmente argumentando que eran construcciones históricas (aunque la casi totalidad de ellas eran de la época porfiriana), de esto modo, por ejemplo, la madrugada anterior al desalojo y demolición de los inmuebles mandó cambiar el nombre de la calle donde se ubicaban, así como todas las referencias que existían de la misma para poder argumentar que los amparos se referían a otros inmuebles, ya que el derribado en realidad estaba ubicado en otra calle. Así fue como la calle Ramón Guzmán dejó de existir, para cuando los dueños habían logrado obtener otro amparo ya habían sido demolidas las construcciones para dar paso a la ampliación de la “Avenida de los Insurgentes Centro”.
Durante los años cincuenta, la Avenida de los Insurgentes sigue el diseño dado por Fernando Casas Alemán, aunque el camellón de la parte centro fue reducido a un metro y medio, lo cual, por presiones de desarrolladores inmobiliarios, se replica en el segmento entre el Paseo de la Reforma y el Viaducto Miguel Alemán, ya que de esta manera podrían dejar la zona verde delante de sus construcciones, lo cual raramente se cumplió.
Por otro lado, el proyecto de la Ciudad Universitaria de la UNAM, entre 1943 y 1954, en el Pedregal de San Jerónimo perteneciente al Ejido de San Jerónimo, da pie a la ampliación de un viejo y pequeño camino llamado Camino de San Ángel al Tlalpan. A inicios de la ampliación, recibió el nombre de Carretera Federal México – Cuernavaca y se llevó sobre el Pueblo de San Ángel demoliendo muchas de las casas de descanso que caracterizaban a la zona, esto para conectarlo con la Avenida de los Insurgentes que solo llegaba hasta el hoy llamado Camino al Desierto de los Leones. Al ser una construcción difícil que requería volar con explosivos muchas de las piedras volcánicas que formaban el pedregal, la obra no se inauguró sino hasta diez años después de la inauguración de la Ciudad Universitaria de la UNAM, por eso al terminarse ya se había iniciado el fraccionamiento de la zona del Pedregal de San Jerónimo con el nombre de Jardines del Pedregal de San Ángel como una zona de muy alto estatus económico, a pesar de la falta de sistemas de drenaje y agua potable, sin menospreciar que los terrenos habían sido expropiados a un ejido y luego vendido a particulares para su fraccionamiento.
Como consecuencia del sismo de 1957, diversas construcciones del Porfiriato en la zona de la Colonia Cuauhtémoc y la Colonia Roma resultaron dañadas. En esta última sobrevive el Condominio Insurgentes que estaba en construcción.
De esta manera, el tramo entre el Camino al Desierto de los Leones y la calle Guadalupe Victoria y la Carretera Federal México – Cuernavaca, recibe el nombre de Avenida de los Insurgentes, en un intento fructífero de declarar el área como zona urbana y poder desarrollarla como una ciudad satélite al sur de la Ciudad de México, por ello, el trazo entre Periférico Sur y la calle Guadalupe Victoria tiene el diseño más estrecho. En principio era solo una carretera con cuatro carriles (dos por sentido y sin camellón central), sin embargo, el tener un derecho de vía propio de una carretera federal permitió que en los años sesenta se convirtiera a tres carriles amplios y un pequeño camellón de medio metro con estrechas banquetas para los peatones.
Para los XIX Juegos Olímpicos se amplía y embellece el tramo entre el Periférico Sur y el Camino al Desierto de los Leones, se hace un paso a desnivel en el Periférico Sur, se amplía la carpeta de rodadura pero sin dejar banquetas propias para peatones, entre otras obras más. Para esos juegos se realiza un mejoramiento a la avenida entre el Eje 10 Sur y el Paseo de la Reforma con losetas rojas vidriadas, de las cuales aún existen tramos con este tipo de acabado, el camellón central se rodea con una banqueta de piedra volcánica y se arregla la vegetación de los camellones. Por esa misma época se lleva a cabo un proceso de arreglo entre el Eje 1 Norte y el Acueducto de Guadalupe. De sur a norte hasta la Calzada San Simón se construyó un camellón central continuo que lo hace una vía rápida, sin embargo, ante las quejas de los habitantes del Conjunto Urbano Nonoalco Tlatelolco (que estuvo en construcción desde 1949 hasta 1964), pronto fue abierto un cruce con la avenida Manuel González. Por los mismos motivos, se construyó un paso a desnivel junto al Puente de Nonoalco con la finalidad de poder ampliar la avenida sin afectar al puente, que ya era considerado un monumento artístico, dejando el sentido norte-sur, al puente, y al sentido sur-norte, el paso a desnivel.
Paralelamente a esas obras, se reemplazaron diferentes rutas de tranvías del sistema de Trolebuses que corrían por la avenida Centro. El 4 de septiembre de 1969 se inauguró la primera Línea del metro de la Ciudad de México, la cual tiene una estación en el cruce de la Avenida Chapultepec e Insurgentes, por lo cual se construyó la Glorieta de los Insurgentes, misma que fue hecha en deprimido respecto a la calle para evitar hundir el cajón del Metro.
En 1961 se inaugura la primera etapa del Circuito Interior entre Puerto México (actual Coatzacoalcos) y la Avenida de los Insurgentes, obra que se continúa hacia el poniente y con la cual se crea un distribuidor vial que rodea el Monumento a La Raza donde, en 1978, se inaugura la estación La Raza de la Línea 3 del Metro, misma que se amplía con tres estaciones hasta la estación Indios Verdes en 1979, en las inmediaciones de la Villa Gustavo A. Madero. Debido a estas obras se da el diseño característico de esta zona con un viaducto de alta velocidad exclusivo para vehículos, con calles laterales y puentes vehiculares para las calles que lo cruzan, sin embargo, la Avenida de los Insurgentes pierde su camellón central por la construcción del Metro, por el derecho de vía, y se construye, entre 1981 y 1984, en su tramo final: el “CETRAM Norte” llamado popularmente “Paradero de Indios Verdes” desde donde se pueden tomar autobuses urbanos e interurbanos a ciudades del norte de la cuenca de México, como Pachuca, Tula, Teotihuacán, Ecatepec, etc.
El 14 de septiembre de 1970, se inaugura parte de la Línea 2 del Metro que deja dos estaciones cerca de la avenida.

### SigloXX(décadas de los 80 y 90)
El sismo de 1985 daña muchos de los altos edificios existentes sobre la avenida, en especial los localizados en la zona de la Colonia Roma, muchos de los cuales tuvieron que ser demolidos con explosivos, una técnica nueva en México, ejemplo de eso es el edificio en la esquina con la Avenida Yucatán cuyo terreno baldío ahora se usa como estacionamiento. Otros edificios dañados, que por medio del amparo no fueron demolidos, es el edificio conocido como Condominios Insurgentes. El 8 de julio de 1986 se inaugura el segundo tramo de la Línea 6 del Metro que crea la estación Basílica, hoy Deportivo 18 de Marzo. Durante el mismo año se modifica parte del Templo y Museo del Carmen para regularizar el CETRAM que existía informalmente en San Ángel.
El 29 de agosto de 1988 se inaugura el segundo tramo de la Línea 9 del Metro con la estación Chilpancingo. Es hasta la administración de Manuel Camacho Solís (1988 a 1993) como Jefe del Departamento del Distrito Federal que se regulariza la situación legal de la Avenida de los Insurgentes con la creación oficial de los tres tramos.
- Avenida de los Insurgentes Norte, desde la calle de Mosqueta o Eje 1 Norte hasta Acueducto de Guadalupe.
- Avenida de los Insurgentes Centro, desde la calle de Mosqueta o Eje 1 Norte hasta el Paseo de la Reforma.
- Avenida de los Insurgentes Sur, desde el Paseo de la Reforma, hasta el Monumento al Caminero.

Por esas mismas fechas se crean los puentes vehiculares de Pagannini – 100 metros y Cuitláhuac – Alfredo Robles Domínguez,
El 15 de diciembre de 1999 se inaugura el primer tramo de la Línea B del Metro con la estación terminal de Buenavista, ubicada en el cruce con la calle de Mosqueta y la avenida de los Insurgentes.

### SigloXXI
En 2004 por las obras de remodelación del Paseo de la Reforma se mueve la glorieta y el Monumento a Cuauhtémoc.

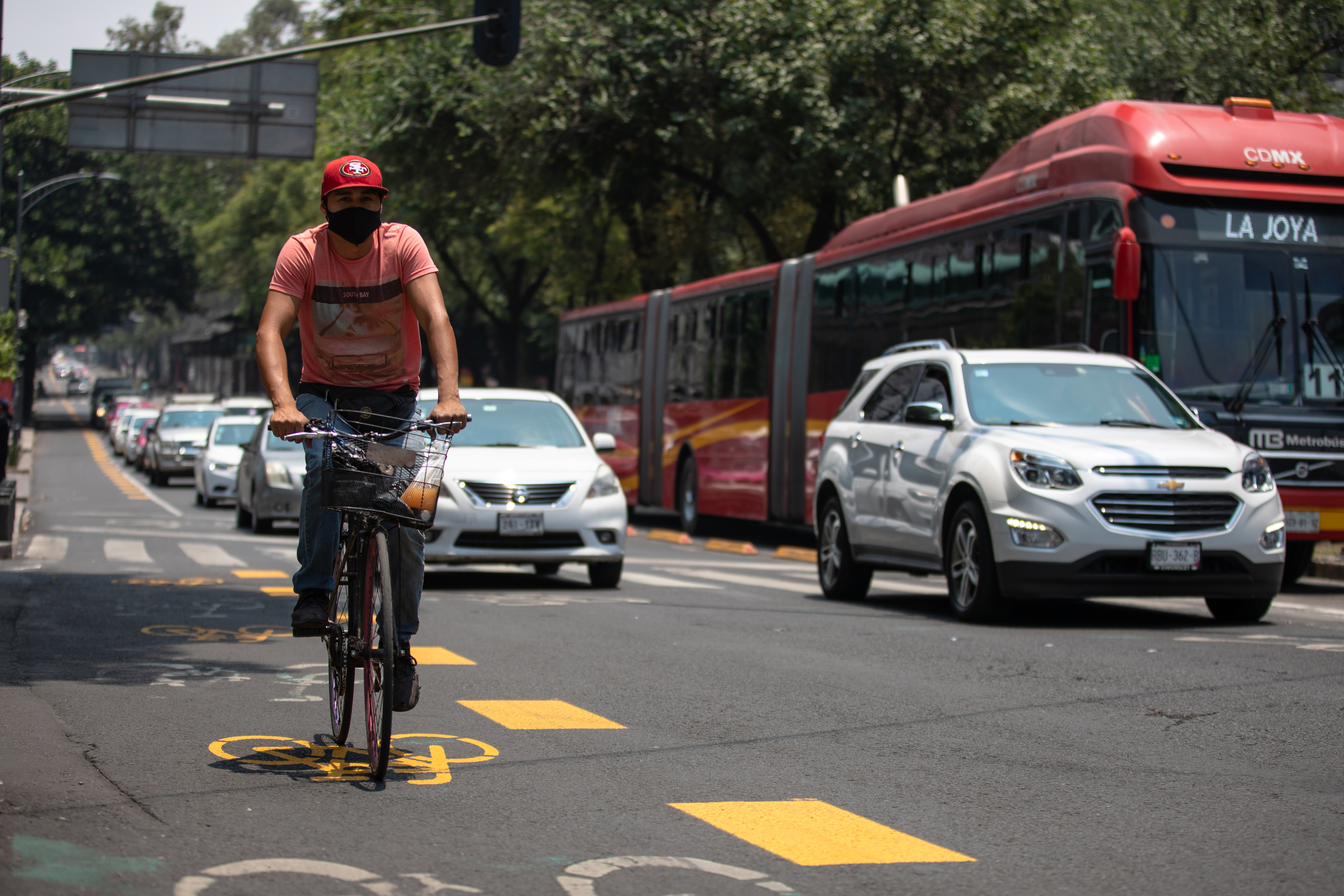
La nueva ciclovía instalada sobre la Avenida Insurgentes debido a la epidemia de COVID-19.

El 19 de junio de 2005 se inaugura la Línea 1 del Metrobús entre Indios Verdes y Doctor Gálvez, misma que se extenderá hasta el Monumento al Caminero el 13 de marzo de 2008, siendo el único servicio de transporte público que abarca en la totalidad la Avenida de los Insurgentes. El mismo año se inaugura el puente vehicular sobre Ricardo Flores Magón que permite el confinamiento de las vías para el servicio de los trenes del Ferrocarril Suburbano de la Zona Metropolitana del Valle de México.
El 30 de octubre de 2012 se inaugura la Línea 12 del Metro con la estación Insurgentes Sur en el cruce con Félix Cuevas.
En febrero del 2014, como parte de las obras correspondientes al Circuito Bicentenario, se inició la construcción del paso a desnivel del Circuito Interior y la Avenida de los Insurgentes, desde el río Mixcoac, hasta la Avenida Universidad, completando así, lo que era el proyecto conmemorativo al bicentenario de la Independencia de México y el centenario de la Revolución Mexicana de 1910. La realización de la obra vehicular, implicó la adecuación del cruce de Insurgentes, Circiuto Interior y Eje 8 Sur, donde ofrecen servicio la Línea 1 del Metrobús y la ruta Circuito bicentenario del Sistema de Movilidad 1 (M1), convirtiendo el espacio de varios semáforos, en una glorieta que permitiera el paso continuo de las distintas vialidades.

## Descripción
En forma común se dice que la Avenida de los Insurgentes se forma por tres zonas, Norte, Centro o Sur, pero en términos legales son tres avenidas diferentes con características particulares, de principio su extensión y numeración:
- Avenida de los Insurgentes Norte, desde la calle de Mosqueta o Eje 1 Norte hasta el Acueducto de Guadalupe su numeración empieza en Ribera de San Cosme y termina en Indios Verdes 1 a 2000, sentido sur a norte.
- Avenida de los Insurgentes Centro, desde la Avenida Ribera de San Cosme y la Avenida México - Tenochtitlan, hasta el Paseo de la Reforma, su numeración inicia al norte y termina al sur entre el 1 y 200, sentido norte a sur.
- Avenida de los Insurgentes Sur, desde el Paseo de la Reforma, hasta el Monumento al Caminero, su numeración inicia al norte y termina al sur entre 1 y 5000, sentido norte a sur.

### Avenida de los Insurgentes Norte

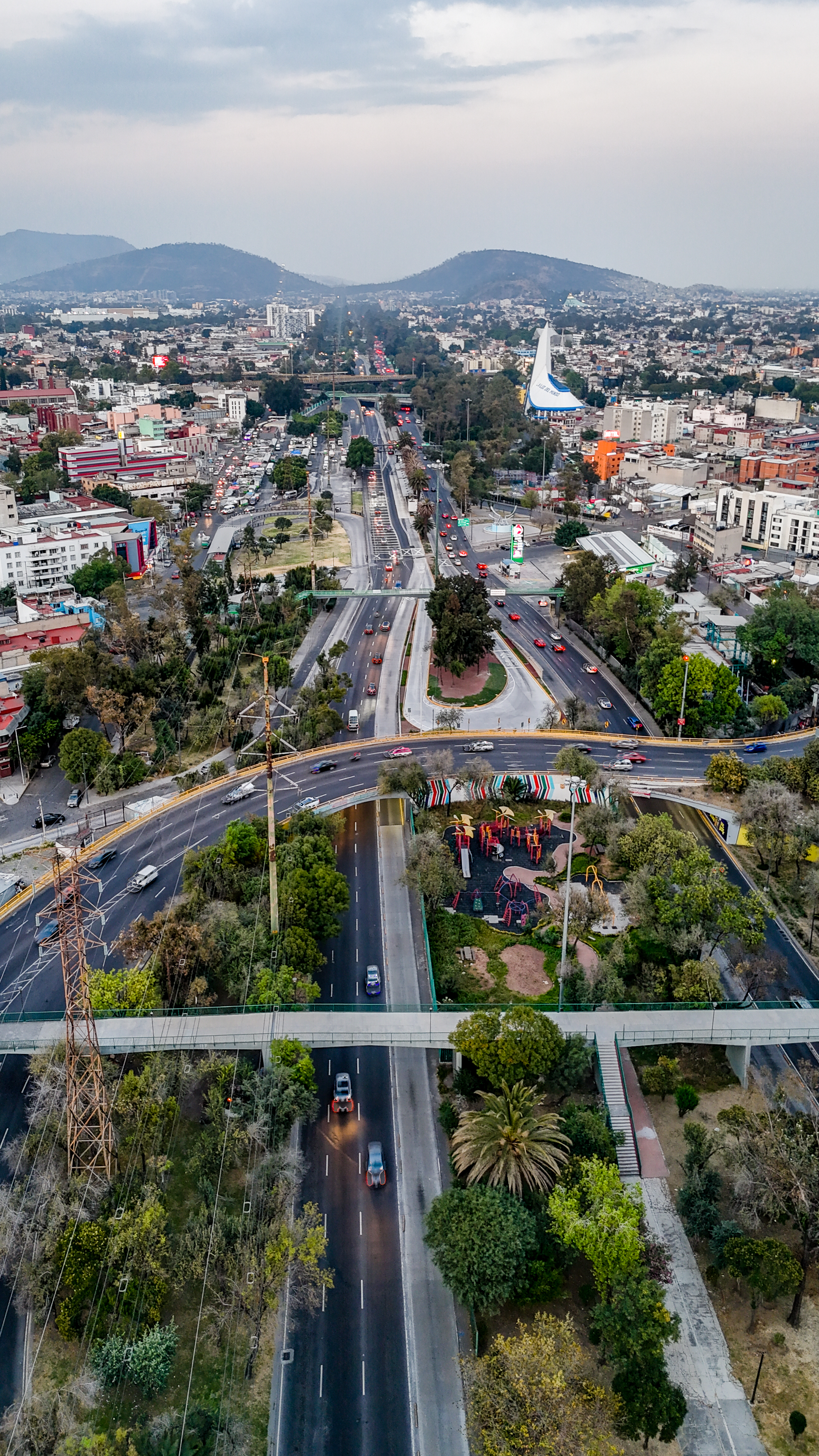
Vista de la avenida en dirección sur-norte.

Para seguir una secuencia general de norte a sur, esta avenida se describirá en sentido opuesto. En la alcaldía Gustavo A Madero al cruce con la Avenida de Acueducto de Guadalupe interseca como un puente vehicular el inicio de la Avenida de los Insurgentes Norte, como continuación natural de la Carretera Federal México – Laredo n.º 85 en un eje nororiente – surponiente, con dos sentidos de tres carriles cada uno y sin banqueta peatonal, al poniente se encuentra el Lienzo charro de La Villa mientras que a ambos lados opera el CETRAM de la estación Indios Verdes de la Línea 3 del Metro en la cual presenta diagonales exclusivas para la entrada y salida de los camiones metropolitanos y foráneos de pasajeros que lo usan como terminal, de este mismo sitio sale el derecho de vía de la Línea 3 del Metro por medio de un paso a desnivel y por medio de puentes vehiculares exclusivos los camiones articulados del sistema Metrobús, mismos que por el resto de toda la avenida ocupan los carriles centrales de la avenida, carriles que son de uso exclusivo para estos autobuses. Estos, además son los únicos que pueden dar servicio de transporte público masivo durante el día; de noche, se implementa, entre Indios Verdes y San Ángel, el sistema Nochebús el cual da servicio de las 00:00 horas a las 05:00 horas, al sur del paradero oriente sobre la calle de Prolongación Misterios se encuentra el Parque del Mestizaje que se caracteriza por tener tres estatuas que dan nombre a la zona de Indios Verdes.
Luego, entre la Calzada Ticomán y la Calzada San Simón, se forma un viaducto de tres carriles sin zona peatonal y a cuyo centro corre el derecho de vía de la Línea 3 del Metro hasta la calle Poniente 112 donde entra al subsuelo en un cajón subterráneo, mientras el Metrobús sigue a todo lo largo como se dijo antes. A sus costados existen camellones con calles diagonales de salida e incorporación las cuales varían de dos a tres carriles, que comunican con calles paralelas para la circulación local y peatonal, al lado oriente dan paso a La Villa, la colonia Tepeyac Insurgentes y la Colonia Industrial entre otras colonias y barrios. De ese lado están el Deportivo 18 de Marzo y el templo de la Iglesia La Luz del Mundo el cual es un referente en la zona por su arquitectura tan particular. Al poniente se encuentran la colonia Lindavista y la zona de Magdalena de las Salinas, zona originalmente industrial que ha terminado por ser habitacional y de servicios, como son los diferentes hospitales que existen en la zona del Instituto Mexicano del Seguro Social, la Terminal Central de Autobuses del Norte y varias escuelas como la Preparatoria 9 de la UNAM. Esta zona está cruzada por varios puentes que permiten la continuación de las vialidades que van de oriente a poniente, de entre ellas, a la Calzada Ticomán, el Eje 5 Norte Calzada Montevideo, el Eje 4 Norte Calzada Fortuna, Poniente 112, el Eje 3 NorteAvenida Cuitlahuac, el Eje Central Avenida de los 100 Metros, y el distribuidor vial del Circuito Interior y la Calzada Vallejo (Eje 1 Poniente).
En la estación Potrero del Metro se encuentra el paradero Potrero de muy bajo uso mientras que el distribuidor vial del Circuito Interior se encuentra el CETRAM de La Raza el cual es de gran importancia en la zona, además de que cerca está el Hospital General de Zona La Raza del Instituto Mexicano del Seguro Social uno de los más importantes de México. Al centro del distribuidor se encuentra el Monumento a La Raza que en algún momento marcará el inicio de la Carretera Federal 85.

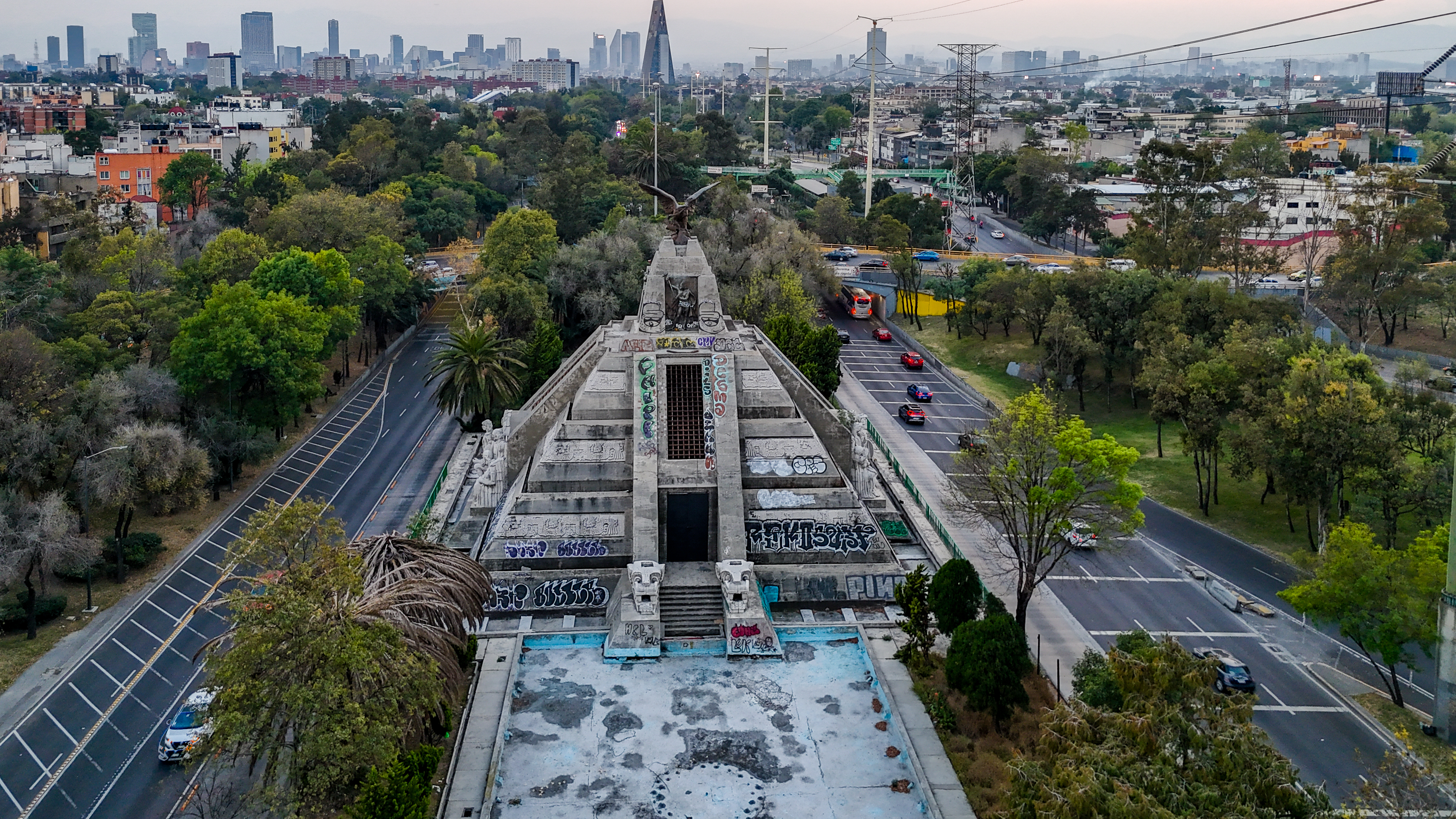
Vista de la avenida a la altura del Monumento a La Raza.

Luego de la Calzada de San Simón, entra a una zona básicamente habitacional, con comercios especializados y algunas fábricas ubicadas en calles laterales, entre la calle Manuel González y Avenida Flores Magón no cambia mucho excepto por el lado oriente donde se encuentra el Conjunto Urbano Nonoalco Tlatelolco, donde de inmediato se puede apreciar la llamada Torre Insignia, uno de los edificios más característicos de la Ciudad de México. Inmediatamente después, en el sentido norte-sur se halla el Puente de Nonoalco construido en la década de 1930 sobre la base de una estructura metálica para permitir el libre paso de ferrocarriles de la Estación Buenavista. En el sentido contrario se encuentra el paso a desnivel con el mismo propósito pero construido en la década de los 60, en el mismo punto se puede ver el puente vehicular que permite la continuidad de la avenida Flores Magón con lo cual se pudo confinar el derecho de vía del Ferrocarril Suburbano de la Zona Metropolitana del Valle de México, entre este punto y la calle de Mosqueta o Eje 1 Norte, del lado oriente se encuentra la Estación de Buenavista y la terminal de la Línea 4 del Metrobús, hoy en día estación terminal del Ferrocarril Suburbano de la Zona Metropolitana del Valle de México; a la derecha de este se encuentra la parte central de la Colonia Santa María la Ribera con su alameda y Kiosco Morisco.
Desde la calle Mosqueta se sigue con tres carriles vehiculares de menor tamaño, lo que hace más lenta la circulación, al poniente continúa la Colonia Santa María la Rivera donde se puede encontrar cerca el Museo Universitario del Chopo, al poniente se ubica la Colonia Buenavista en la cual se puede encontrar una serie de servicios como supermercados, edificios administrativos como la sede de la Delegación Cuauhtémoc.

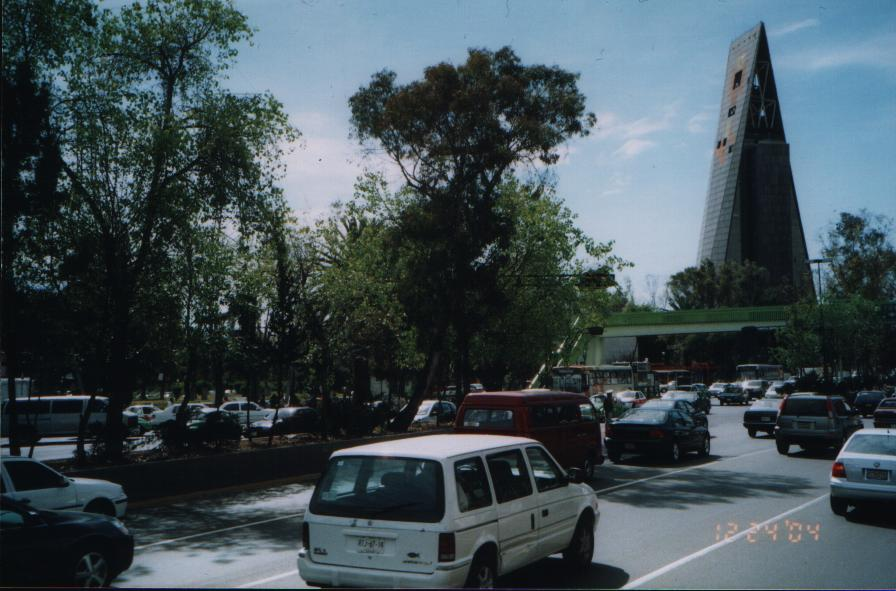
Vista de la avenida a la altura de la Torre Insignia.

### Avenida de los Insurgentes Centro
A partir de la Av. Rivera de San Cosme solo hay un camellón de medio metro que obliga a los peatones a cruzar por el paso de zebra, situación que se mantiene hasta la calle James Sullivan (estación Reforma del Metrobús Línea 1), en donde aparece un camellón con ancho suficiente para la conglomeración de transeúntes y que desaparece en cuanto se cruza el Paseo de la Reforma y principia la parte sur de la Avenida de los Insurgentes.
En el cruce con Rivera de San Cosme, al oriente, se encuentran la estación Revolución de la Línea 2 del Metro, también en esa dirección, aunque ya en los adentros de la Colonia Tabacalera, se encuentra el Monumento a la Revolución.
Casi en la esquina con Paseo de la Reforma se alza el edificio sede del Senado de la República y frente a este, se apreciaba el Monumento a la Madre.
En el tramo Centro, al poniente, se halla la Colonia San Rafael que se distingue por la cantidad de teatros, la mayoría herencia de los orígenes de esta zona, como el Cine Ópera, hoy abandonado. Casi llegando al Paseo de la Reforma encontramos el llamado Jardín del Arte y el Monumento a la Madre, una escultura que fue destruida como consecuencia del terremoto del 19S, un sismo ocurrido el 19 de septiembre del 2017 que movió la figura de su pedestal y cayó irremediablemente.
Finalmente, el Monumento a Cuauhtémoc aparece sobre Reforma justo en el cruce con Avenida de los Insurgentes.

### Avenida de los Insurgentes Sur
Esta zona inicia en el cruce con Paseo de la Reforma y por su extensión se le dividirá en varias zonas.

#### Avenida de los Insurgentes Sur (Cuauhtémoc - Juárez)

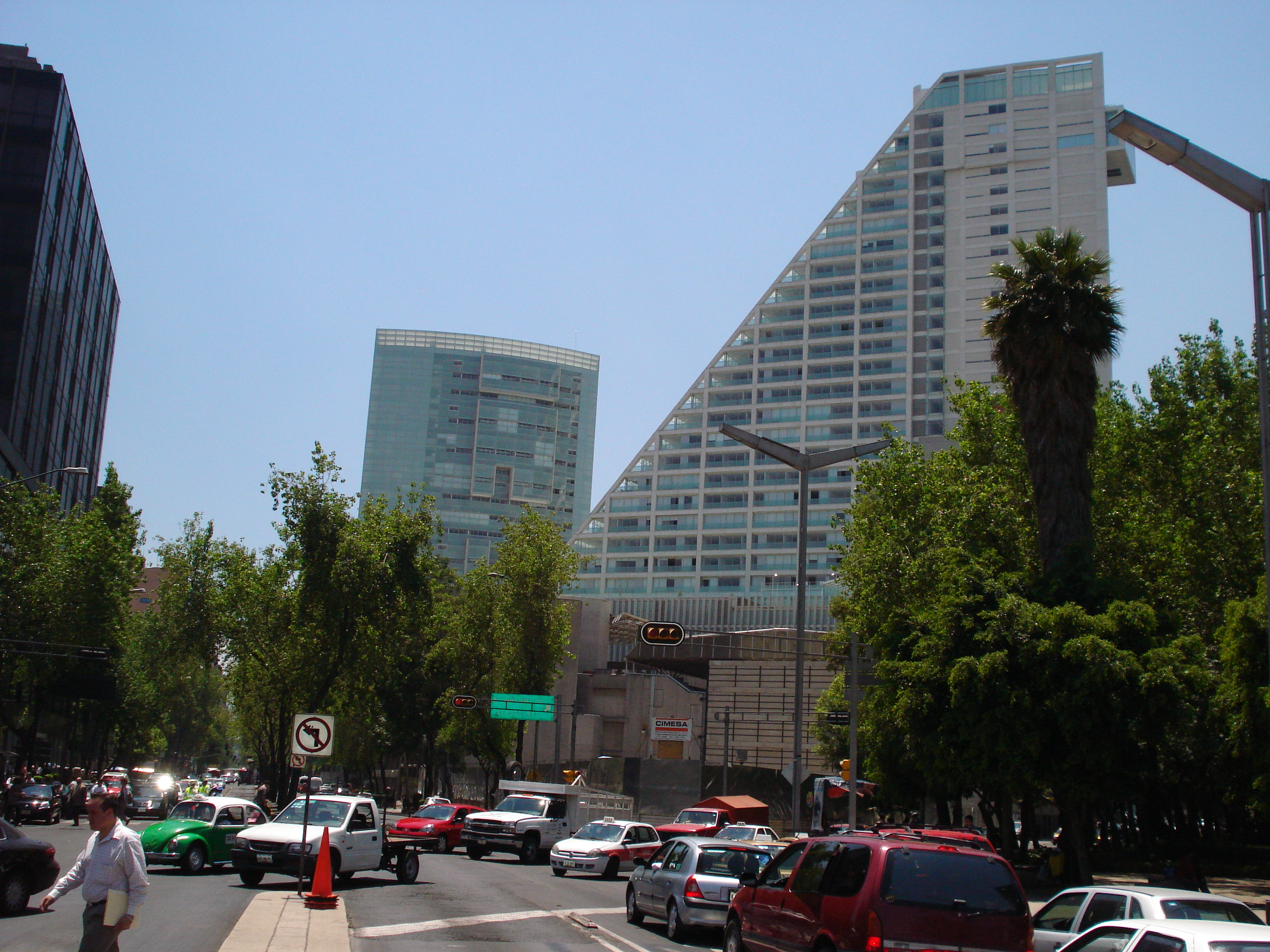
Avenida de los Insurgentes en cruce con el Paseo de la Reforma, a la derecha el complejo Reforma 222.

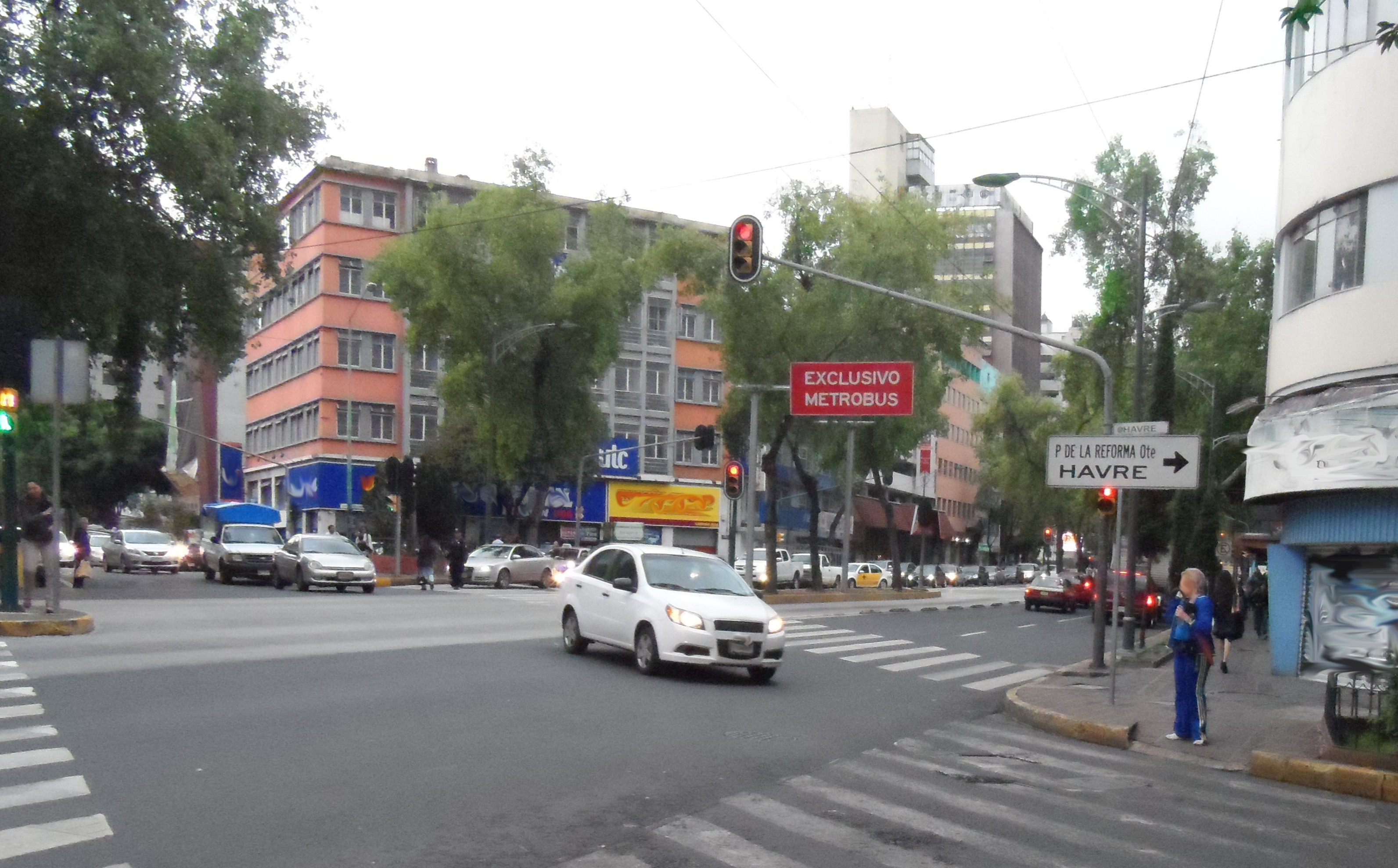
Foto de la avenida al cruce con la calle de Havre.

Entre Paseo de la Reforma y Avenida Chapultepec. Es una zona con un camellón central arbolado de menos de un metro, con tres carriles pequeños y banquetas de un metro y medio. Se caracteriza porque a su poniente se encuentra la popularmente llamada Zona Rosa, mientras al oriente se encuentra la Colonia Juárez que se caracteriza por su arquitectura, donde destacan los modernos y altos edificios que la rodean.

#### Avenida de los Insurgentes Sur (Roma)
Entre Avenida Chapultepec y Viaducto Miguel Alemán inicia en la llamada Glorieta de los Insurgentes, construida por las obras de la Línea 1 del Metro y donde se encuentra la Estación Insurgentes, esta glorieta se caracteriza por estar hundida con respecto a la zona de rodadura, teniendo varios accesos por túnel, como la Zona Rosa se caracteriza por ser uno de los principales centros de reunión de la Comunidad LGBT, al sur de ella de ambos lados se encuentra la Colonia Roma que se caracteriza por su ambiente bohemio, así como por su arquitectura afrancesada e inglesa, en ella se encuentran multitud de lugares de interés, como zona preponderante de clase media la mayoría de los edificios se encuentran deteriorados y no existen muchos edificios altos, en el cruce el Eje 3 Sur Av. Baja California se encuentra con la estación Chilpancingo de la Línea 9 del Metro.

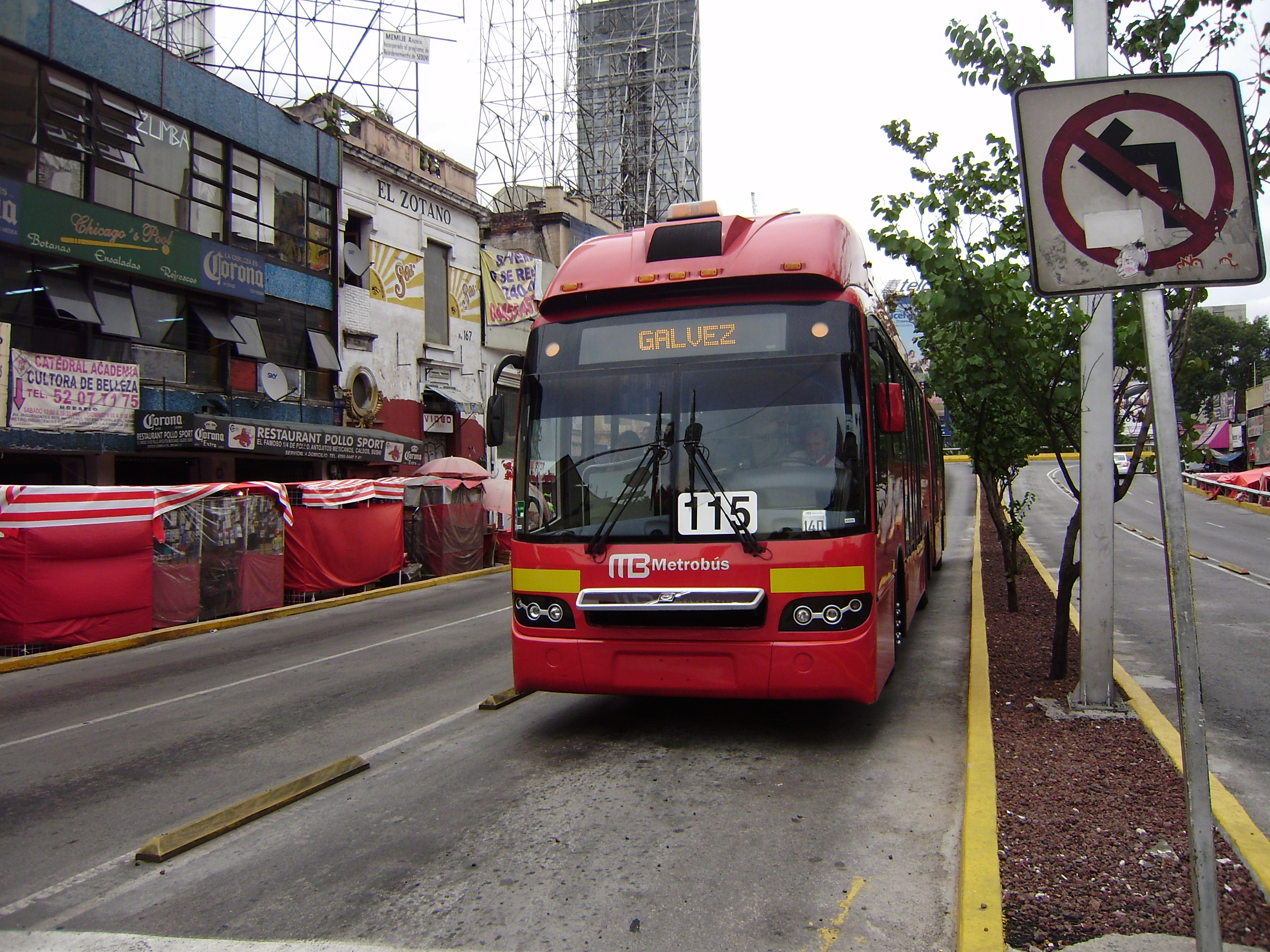
Unidad del Metrobús sobre la avenida al sur de la Glorieta de los Insurgentes.

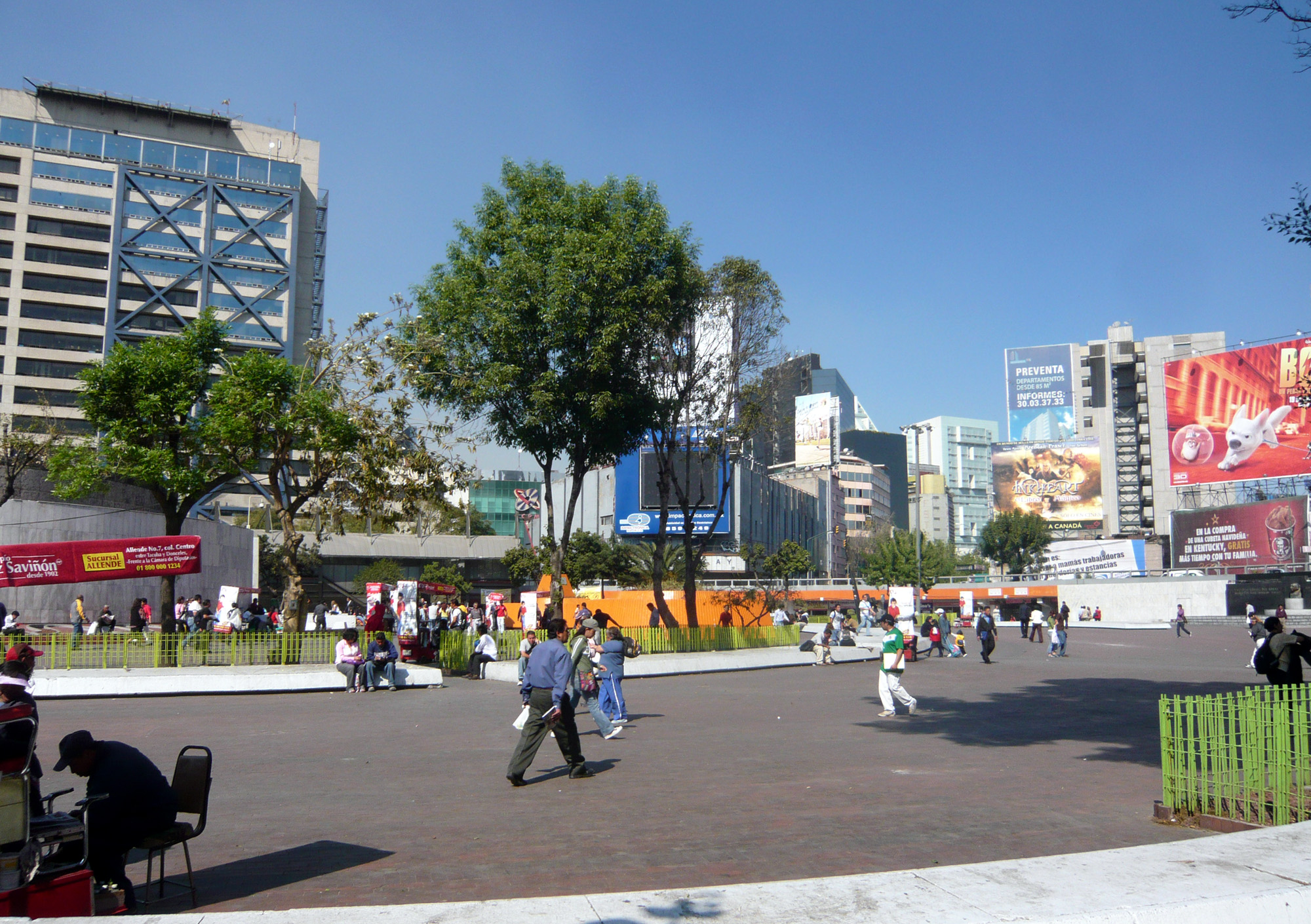
Glorieta de los Insurgentes.

#### Avenida de los Insurgentes Sur (Nápoles – Del Valle)
Entre Viaducto Miguel Alemán y Circuito Interior. Encontramos una de las zonas de mayor nivel económico del país, en las cuales hay varias colonias como la Nápoles, Colonia Insurgentes Mixcoac, Colonia Nochebuena, Colonia del Valle y los restos del Pueblo de San Lorenzo Tlacoquemecatl. En este segmento destaca el edificio del World Trade Center Ciudad de México junto con el Polyforum Cultural Siqueiros.
En cuanto a arquitectura y pintura, más al sur encontramos el Parque Luis G. Urbina y la llamada Ciudad Deportiva o Colonia Nochebuena, proyecto que, en parte importante, se canceló por la presión de los desarrolladores inmobiliarios de las colonias vecinas, por ello, del proyecto inicial solo existen dos de las construcciones planeadas: la Monumental Plaza de toros México y el llamado Estadio de la Ciudad de los Deportes (2014).
En el cruce con el Eje 7 Sur Félix Cuevas se encuentra la estación Insurgentes Sur de la Línea 12 del Metro, en cuya inmediación se encuentra una de las zonas comerciales más exclusiva del país.
La avenida en este tramo se caracteriza por tener un camellón arbolado de dos metros que divide los dos sentidos dando un agradable aspecto a la zona, de igual manera las banquetas peatonales tienen una zona arbolada y son amplias (al menos uno cincuenta metros), esta es la zona que mejor conserva la remodelación realizada en 1968, como una zona llena de restaurantes y otras diversiones. La zona se caracteriza por tener bahías para el acceso y descenso de los comensales y asistentes a los negocios de la zona, los cuales deben contar por ley con esas particularidad y el servicio de valet parking, situación que se mantiene en la siguiente zona.

#### Avenida de los Insurgentes Sur (Florida - Mixcoac)
Circuito Interior y Calzada del Desierto de los Leones. Esta zona tiene un marcado carácter de alto nivel económico, pero convive con zonas antiguas, barrios del cercano Pueblo de Mixcoac, pueblo que durante la colonia y el siglo XIX fuera usado como zona de descanso fuera de la ciudad, por eso es muy común encontrar calles empedradas de trazo irregular y casonas virreinales y del siglo XIX, como ocurre en la Colonia Guadalupe Inn, en esta zona se encuentran varios teatros destacándose el Teatro de los Insurgentes y el Centro Libanés, el Parque Vito Alessio Robles marca el punto donde alguna vez tuvo su límite la Avenida de los Insurgentes debido al cruce con el Río San Ángel que marcaba el camino natural con la Villa de Coyoacán.
Al cruce con la calle Juan Pablo II existe un pequeño monumento sobre el camellón dedicado al Papa Juan Pablo II el cual, como dato curioso, ha sido destruido en varias ocasiones con autos por personas en estado alcohólico.

#### Avenida de los Insurgentes Sur (San Ángel)
Entre Calzada del Desierto de los Leones y Eje 10 Sur Av. Universidad, este tramo resultado de la extensión de la Avenida de los Insurgentes en los sesenta, presenta la particularidad de internarse en lo que fueran las huertas de la Hacienda de Chimalistac, por lo que al caminar por ella se pueden notar construcciones muy antiguas que están en el mejor de los casos conservadas con paredes modernas y construcciones típicas de la segunda mitad del siglo XX.
En esta zona encontramos los parques San Luis Potosí, Tagle y Jardín de la Bombilla, el Pueblo de San Ángel que entre otras cosas tiene el Templo y Museo del Carmen (único lugar del Valle de México donde se han encontrado momias); los monumentos dedicados a Álvaro Obregón, Rufino Tamayo y Manuel J. Clouthier, así como el Panteón San Rafael. En esta zona se encuentra el CETRAM San Ángel que sirve de base al transporte público que da servicio al sur poniente del Distrito Federal.

#### Avenida de los Insurgentes Sur (Ciudad Universitaria - Pedregal)
Entre Eje 10 Sur Universidad y Anillo Periférico Sur, lo que más caracteriza a esta zona es su casi falta de banquetas para el paso peatonal, por lo que solo hay iluminación central desde un camellón estrecho y alto, construido como una carretera nunca se previó el paso de personas al ser una zona muy remota de la zona urbana y estar rodeada por los terrenos destinados a la Ciudad Universitaria de la Universidad Nacional Autónoma de México, incluso los laterales están cerrados por malla ciclónica y vallas metálicas para evitar el paso de personas y vehículos, de esta zona destaca el Estadio Olímpico Universitario.
Solo debido a la urbanización del Pedregal de San Jerónimo ahora llamado Pedregal de San Ángel que a partir de la calle de Llanura existen banquetas de unos dos metros de ancho, de esta zona se destaca el Instituto Nacional de Pediatría en la acera oriente y el Centro Comercial Perisur en la acera poniente. En esta y la siguiente zona luego de las 00:00 horas no hay servicio del Metrobús pero existen rutas del transporte concesionado que lo sirven a varios destinos sobre todo desde el CETRAM de San Ángel a los pueblos y colonias de la Delegación de Tlalpan.

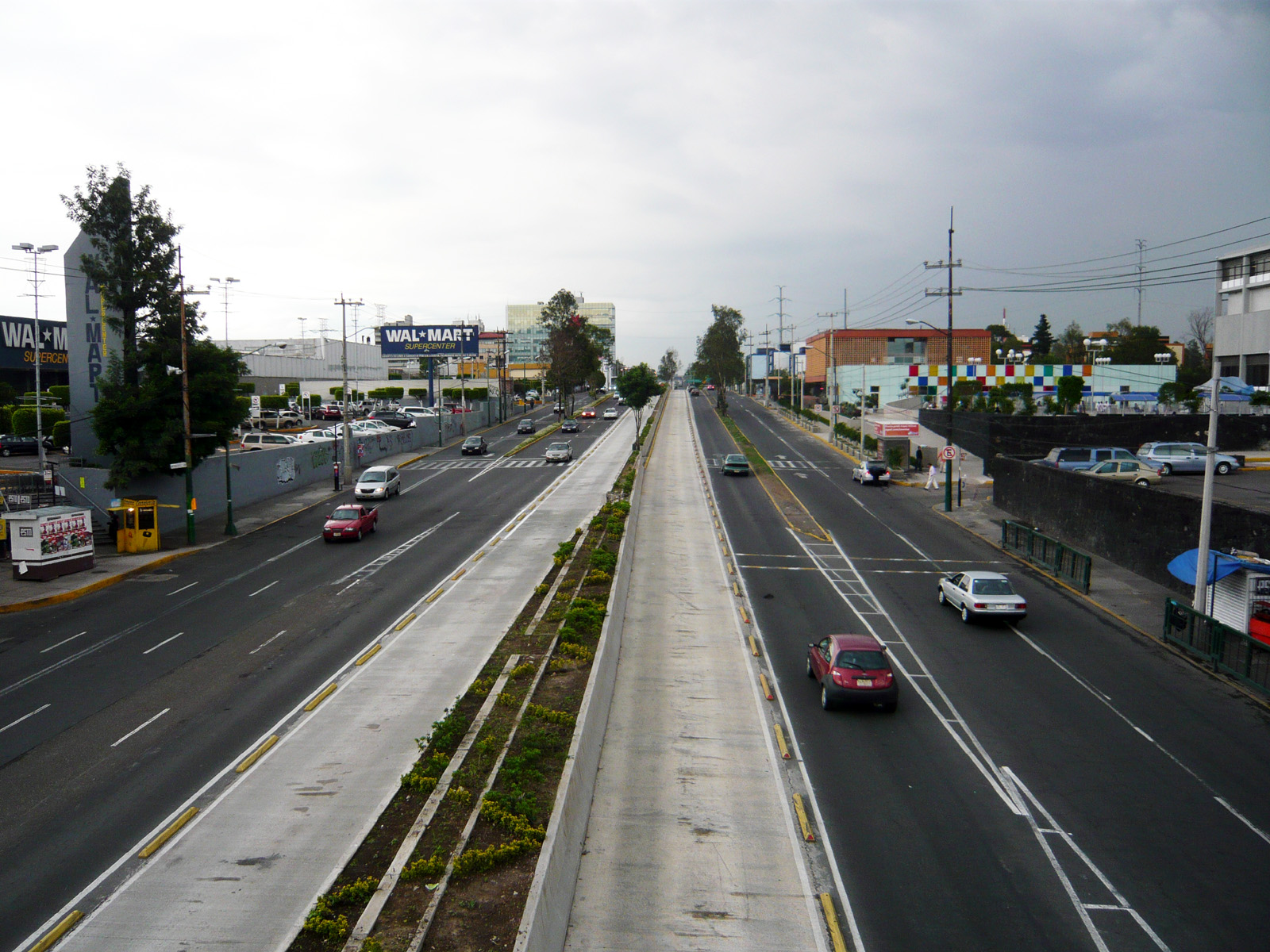
Vista de la avenida a la altura del Pedregal de San Ángel.

#### Avenida de los Insurgentes Sur (Cuicuilco - Tlalpan)
Entre Anillo Periférico Sur y la Calle de Guadalupe Victoria, Carretera Federal México – Cuernavaca 95 y Autopista México - Cuernavaca 95D. De todas las zonas de la Avenida de los Insurgentes es la sección más estrecha con tan solo dos carriles por lado, con un camellón de medio metro y banquetas de un metro de ancho en promedio, esto sin considerar los carriles para uso exclusivo del Metrobús. Esta zona se hizo sobre la base de un nuevo derecho de vía y demoliciones en la Villa de Tlalpan por eso su paisaje es a la vez moderno y antiguo, como de ciudad y pueblo, básicamente es una zona de servicios y habitacional, con edificios corporativos como los de Grupos Salinas, por otro lado comercios tradicionales como el Mercado de Artesanías de Tlalpan o el Vivero de Tlalpan.
De esta zona destacan, en la acera poniente, la Colonia Villa Olímpica Libertador Miguel Hidalgo, ejemplo de la arquitectura utilitaria de los años 60 del siglo XX, donde además se encuentran restos de la cultura prehispánica de Cuicuilco cuyo templo circular se puede ver al cruzar la avenida en el Parque Ecoaraquelógico de Cuicuilco. Un poco más al sur encontramos el Parque Ecológico Loreto y Peña Pobre frente al cual se encuentra el mercado de artesanías y la entrada al Bosque de Tlalpan importante zona arbolada de la zona, luego en la acera poniente encontramos el Hospital Nacional de Neurología y Neurocirugía que goza de fama internacional y un poco más al sur la entrada al Parque Fuentes Brotantes, en ese mismo punto en la acera oriente encontramos las calles de la Villa de Tlalpan con su arquitectura colonial y del siglo XIX, casi al terminar la avenida al poniente tenemos el Pueblo de Santa Úrsula Xitla y la colonia Tlalcoligia, poco después en un brazo del distribuidor vial con la Calzada de Tlalpan se encuentra el Monumento al Caminero, punto que en general se considera el fin de la avenida junto con la calle Guadalupe Victoria que da acceso a la Carretera Federal 95.

## Mapas
|                                  |
| Avenida de los Insurgentes Norte |

|                                   |
| Avenida de los Insurgentes Centro |

|                                                      |
| Avenida de los Insurgentes Sur (Cuauhtémoc – Juárez) |

|                                       |
| Avenida de los Insurgentes Sur (Roma) |

|                                                      |
| Avenida de los Insurgentes Sur (Nápoles – Del Valle) |

|                                                    |
| Avenida de los Insurgentes Sur (Florida - Mixcoac) |

|                                            |
| Avenida de los Insurgentes Sur (San Ángel) |

|                                                  |
| Avenida de los Insurgentes Sur (C.U. - Pedregal) |

|                                                      |
| Avenida de los Insurgentes Sur (Cuicuilco - Tlalpan) |

## Sistemas de transporte
]

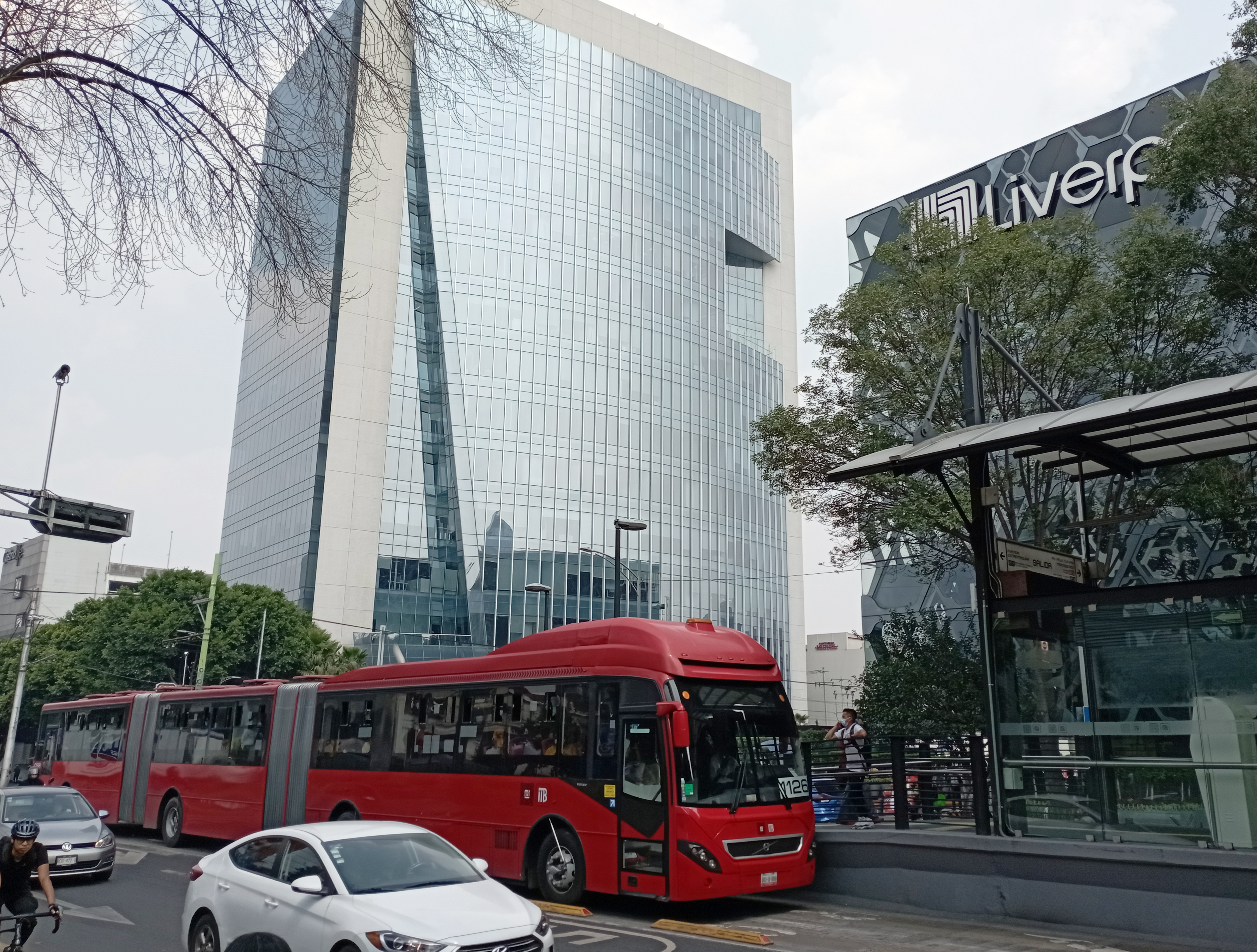
Metrobús llegando a estación Insurgentes Sur

La oferta de transporte ha cambiado a lo largo de los años sobre esta avenida.
La ruta 100 en su momento tuvo rutas que abarcaban toda la avenida desde la estación de Metro Indios Verdes hacia algunos destinos como La Joya en la delegación Tlalpan donde los autobuses daban vuelta en donde hoy se encuentra la estación del metrobús "El Caminero", para subir al interior de la colonia, así como algunos servicios hacia las estaciones de Metro Insurgentes y Chilpancingo, además de diversas rutas de microbuses que atravesaban la avenida como las rutas 1, 76 y 80; así como la Ruta 2 que operaba derroteros desde Indios Verdes hasta San Ángel, zona en la que se encuentra actualmente la estación Dr. Gálvez del metrobús.
Actualmente la avenida cuenta con un sistema de Autobuses de tránsito rápido denominado Metrobús, basado en otros sistemas como el RIT de Curitiba y el TransMilenio en Bogotá.
El 13 de marzo de 2008 fue inaugurada por el jefe de gobierno Marcelo Ebrard la ampliación de este medio de transporte desde San Ángel hasta El Caminero, abarcando 8.5 km aproximadamente, los cuales sumados con aquellos que ya contaba el corredor desde 2005, alcanzaron una longitud de 38.5 km con 42 estaciones y 3 terminales.
Circula entre Metro Indios Verdes y el monumento a El Caminero cerca de salida a Cuernavaca. El servicio es prestado por 124 autobuses articulados atendiendo a una demanda de 320 000 pasajeros cada día.
Estaciones: Indios Verdes, Deportivo 18 de marzo, Euzkaro, Potrero, La Raza, Circuito, San Simón, Manuel González, Buenavista, El Chopo, Revolución, Tabacalera, Reforma, Hamburgo, Insurgentes, Durango, Álvaro Obregón, Sonora, Campeche, Chilpancingo, Nuevo León, La Piedad, Polifórum, Nápoles, Colonia del Valle, Ciudad de los Deportes, Parque Hundido, Félix Cuevas, Río Churubusco, Teatro Insurgentes, José María Velasco, Francia, Olivo, Altavista, La Bombilla, Doctor Gálvez, Ciudad Universitaria, Perisur, Villa Olímpica, Corregidora, Ayuntamiento, Fuentes Brotantes, Santa Úrsula, La Joya y El Caminero.
El servicio nocturno del Metrobús solo opera desde Indios Verdes a Doctor Gálvez debido a su importancia como corredor de vida nocturna.

## Locaciones notables

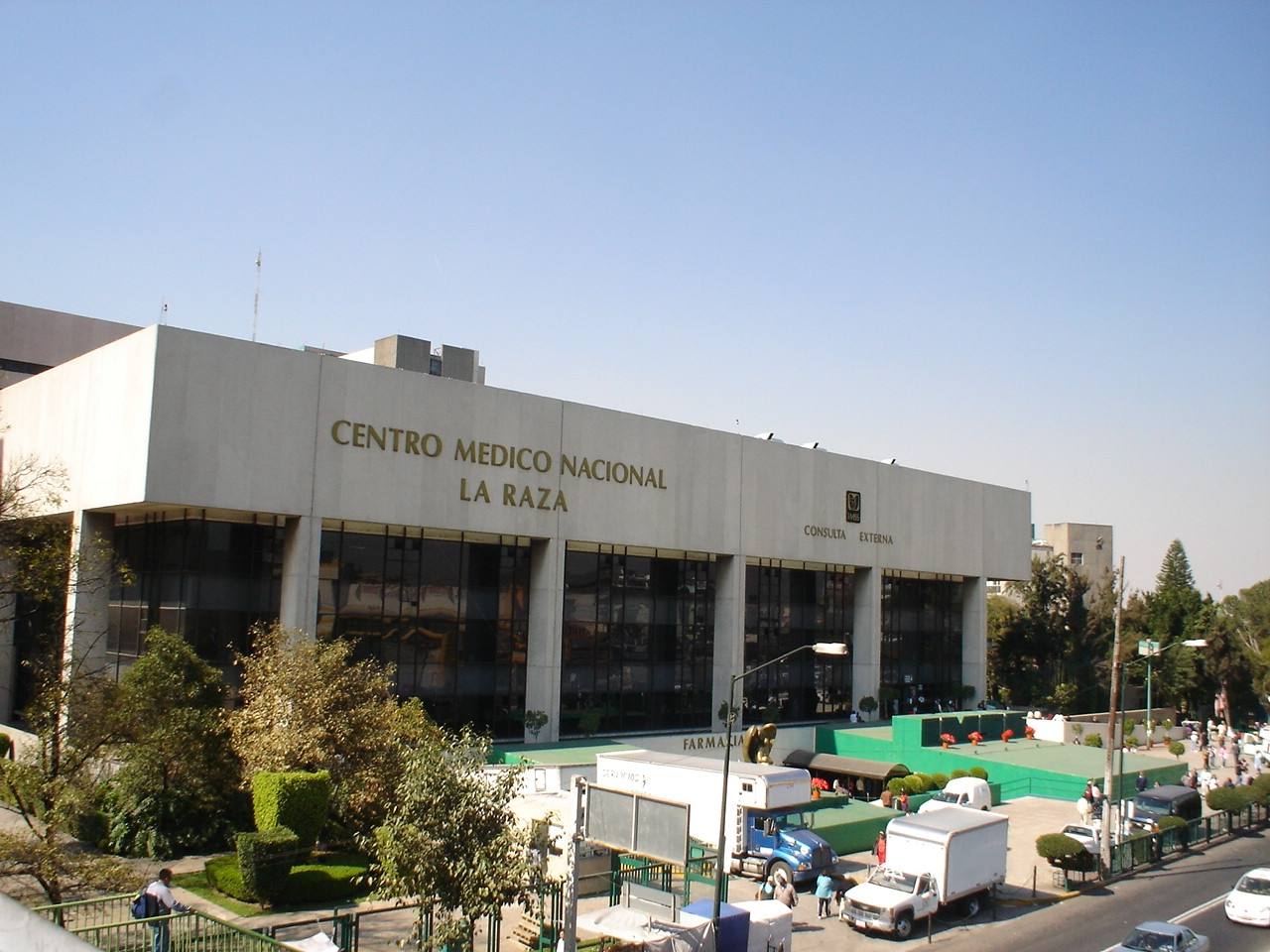
Centro Médico La Raza.

La Avenida de los Insurgentes tiene varias locaciones de importancia para la ciudad. Cruza por distintas colonias de larga historia y en ella se encuentran monumentos históricos, edificios de importancia y varios centros comerciales; entre otros: Avenida de los Insurgentes Norte
- Acueducto de Guadalupe.
- Las estatuas de los Indios Verdes.
- La colonia Lindavista.
- El Centro Médico Nacional La Raza del Instituto Mexicano del Seguro Social.
- El Monumento a La Raza.
- Centro de Convenciones Tlatelolco
- Conjunto Urbano Nonoalco Tlatelolco.
- La Torre Insignia.
- La estación del Ferrocarril Suburbano del Valle de México Buenavista.
- Buenavista
  - Estación terminal de la Línea B del Sistema de Transporte Colectivo Metro, estación Buenavista
  - Estación de trasbordo homónima, de la Línea 1, 3 y 4 del Metrobús
- Tianguis del Chopo (solo los sábados)
- La Colonia Santa María la Ribera
- Museo Universitario del Chopo

Avenida de los Insurgentes Centro
- El Monumento a la Madre.
- El Monumento a Cuauhtémoc.
- La sede del Senado de la República en su intersección con Paseo de la Reforma
- La Zona Rosa.
- La Glorieta de los Insurgentes.

Avenida de los Insurgentes Sur
- La Colonia Condesa
- Condominio Insurgentes
- Parque México
- La Colonia Roma
- Mercado del Oro (solo los fines de semana)
- La Colonia Del Valle
- El World Trade Center México.
- El Polyforum Cultural Siqueiros.
- El Parque Hundido.
- El centro comercial Galerías Insurgentes
- Plaza Manacar
- Consejo Nacional de Ciencia y Tecnología
- El Teatro de los Insurgentes.
- La Torre Mural.
- El centro comercial Plaza Inn.
- La zona de San Ángel
- El monumento a Álvaro Obregón.
- La Ciudad Universitaria de la UNAM.
- Instituto Nacional de Pediatría.
- El Centro Comercial Perisur.
- El corredor escultórico "Ruta de la Amistad".
- La zona arqueológica Cuicuilco.
- El conjunto Habitacional Villa Olímpica.
- La Plaza Comercial Plaza Inbursa.
- El Parque ecológico Peña Pobre.
- La Torre Telmex.
- Las Fuentes Brotantes.
- Pueblo de Santa Úrsula Xitla.
- Instituto Nacional de Neurología y Neurocirugía.
- El Monumento al Caminero.